# Ana María Marcos del Cano
Ana María Marcos del Cano (León, 1968) es catedrática de Filosofía del Derecho de la Facultad de Derecho de la Universidad Nacional de Educación a Distancia.

## Biografía
Se licenció en Derecho en la Universidad de León en 1991 y posteriormente obtuvo el título de Doctora en Derecho en la UNED en 1998, con Premio Extraordinario de Doctorado.
Tras una breve estancia en la Universidad de León, ha desarrollado toda su carrera docente en la Uned, donde ingresó en 1995. Sus áreas de trabajo han sido la teoría del Derecho, los derechos humanos, la bioética, la inmigración y la multiculturalidad.
También ha impartido clases y conferencias y ha dirigido numerosos cursos en numerosas universidades de España, Colombia, Italia y Portugal.
Es la investigadora principal del grupo de investigación Derechos Humanos, Bioética y Multiculturalismo, de la Uned.
En el ámbito de la gestión académica, fue secretaria del departamento de Derecho Público de la Universidad de León y vicedecana de la facultad de Derecho de la Uned, desde octubre de 2002 hasta marzo de 2004. Posteriormente fue nombrada secretaria general de esta Universidad entre los años 2005 y 2013. En noviembre de 2015 fue elegida por unanimidad directora del departamento de Filosofía Jurídica de la Facultad de Derecho hasta noviembre de 2023.
Actualmente, forma parte como miembro externo académico de la Comisión de Ética del Ministerio Fiscal.
En sus áreas docentes y de investigación, ha publicado varios artículos en revistas científicas, diversas monografías y colaboraciones en obras colectivas.

## Libros publicados
- La eutanasia. Estudio filosófico-jurídico; ISBN 84-7248-738-5; Madrid, Marcial Pons-UNED, 1999, 356 pp.
- Inmigración, multiculturalismo y derechos humanos (coord.) ; ISBN 978-84-362-5859-2; UNED-Tirant lo Blanch, 2009, 411 pp.
- Bioética y derechos humanos (coord.);  ISBN 978-84-362-6372-5; UNED, Madrid, 2011. 387 pp.
- Salud Mental Comunitaria (coord. Con G. TOPA); ISBN 978-84-362-6299-5; UNED, Madrid, 2011; 565 pp.
- Derechos Humanos: Problemas Actuales. Estudio en Homenaje al Profesor Benito de Castro Cid N. MARTÍNEZ MORÁN, A.M. MARCOS DEL CANO, R. JUNQUERA DE ESTÉFANI (coords.), ISBN 978-84-7991-409-7,; Universitas, Madrid,  2 vols., 2013.
- Voluntades Anticipadas (ed.), ISBN 978-84-9085-009-1Dykinson, Madrid, 2014, 389 pp.
- El derecho a la asistencia sanitaria para todos: una visión integral (dir.), ISBN 978-84-9148-438-7, Dykinson, Madrid, 2017, 464 pp.
- Y de nuevo la eutanasia. Una mirada nacional e internacional, (coord. con J. de la Torre), Dykinson, Madrid, 2019.
- Así no; no así. La ley de la eutanasia en España, (coord. con J. de la Torre), Dykinson, Madrid, 2021.

## Premios y reconocimientos
Concesión de la Medalla de la Facultad de Derecho de la Uned en 2013 por los importantes servicios prestados a la Universidad durante el período 2005-2013 en el que ocupó el cargo de secretaria general.